# Рыков, Геннадий Васильевич
Генна́дий Васи́льевич Ры́ков (19 января 1924 — 31 января 2003) — советский дипломат. Чрезвычайный и полномочный посол.

## Биография
- В 1958—1960 годах — сотрудник центрального аппарата МИД СССР.
- В 1960—1963 годах — сотрудник посольств СССР в Конго, Гане и Гвинее.
- В 1963—1964 годах — на ответственной работе в центральном аппарате МИД СССР.
- В 1964—1966 годах — слушатель ВДШ МИД СССР.
- В 1966—1967 годах — на ответственной работе в центральном аппарате МИД СССР.
- В 1967—1971 годах — советник посольства СССР в Камеруне.
- В 1971—1978 годах — на ответственной работе в центральном аппарате МИД СССР.
- С 19 мая 1978 по 17 ноября 1984 года — чрезвычайный и полномочный посол СССР в Руанде[1].